# Hauteville-la-Guichard
Hauteville-la-Guichard is een gemeente in het Franse departement Manche (regio Normandië) en telt 372 inwoners (1999). De plaats maakt deel uit van het arrondissement Coutances.
Hauteville is de bakermat van het adellijk Huis Hauteville in de Middeleeuwen. Deze Noormannen droegen bij tot de Normandische verovering van Zuid-Italië.

## Geografie
De oppervlakte van Hauteville-la-Guichard bedraagt 11,9 km², de bevolkingsdichtheid is 31,3 inwoners per km².
De onderstaande kaart toont de ligging van Hauteville-la-Guichard met de belangrijkste infrastructuur en aangrenzende gemeenten.

## Demografie
Onderstaande figuur toont het verloop van het inwonertal (bron: INSEE-tellingen).